# Rocé
Rocé és un municipi francès al departament del Loir i Cher (regió de Centre). L'any 2007 tenia 183 habitants.

## Demografia

### Població
El 2007 la població de fet de Rocé era de 183 persones. Hi havia 72 famílies, de les quals 20 eren unipersonals (8 homes vivint sols i 12 dones vivint soles), 28 parelles sense fills, 16 parelles amb fills i 8 famílies monoparentals amb fills.
La població ha evolucionat segons el següent gràfic:

### Habitatges
El 2007 hi havia 91 habitatges, 78 eren l'habitatge principal de la família, 7 eren segones residències i 7 estaven desocupats. 90 eren cases i 1 era un apartament. Dels 78 habitatges principals, 66 estaven ocupats pels seus propietaris, 11 estaven llogats i ocupats pels llogaters i 1 estava cedit a títol gratuït; 5 tenien dues cambres, 9 en tenien tres, 28 en tenien quatre i 35 en tenien cinc o més. 40 habitatges disposaven pel capbaix d'una plaça de pàrquing. A 30 habitatges hi havia un automòbil i a 38 n'hi havia dos o més.

### Piràmide de població
La piràmide de població per edats i sexe el 2009 era:
| Homes | Edats   | Dones |
| ----- | ------- | ----- |
| 0     | 95 o +  | 0     |
| 0     | 90 a 94 | 0     |
| 0     | 85 a 89 | 4     |
| 4     | 80 a 84 | 0     |
| 4     | 75 a 79 | 8     |
| 0     | 70 a 74 | 8     |
| 12    | 65 a 69 | 4     |
| 4     | 60 a 64 | 4     |
| 4     | 55 a 59 | 4     |
| 0     | 50 a 54 | 0     |
| 12    | 45 a 49 | 4     |
| 8     | 40 a 44 | 12    |
| 8     | 35 a 39 | 8     |
| 8     | 30 a 34 | 12    |
| 8     | 25 a 29 | 0     |
| 16    | 20 a 24 | 0     |
| 0     | 15 a 19 | 12    |
| 16    | 10 a 14 | 4     |
| 4     | 5 a 9   | 8     |
| 0     | 0 a 4   | 12    |

## Economia
El 2007 la població en edat de treballar era de 111 persones, 86 eren actives i 25 eren inactives. De les 86 persones actives 85 estaven ocupades (47 homes i 38 dones) i 1 aturada (1 home). De les 25 persones inactives 10 estaven jubilades, 14 estaven estudiant i 1 estava classificada com a «altres inactius».

### Ingressos
El 2009 a Rocé hi havia 75 unitats fiscals que integraven 187 persones, la mediana anual d'ingressos fiscals per persona era de 18.883 €.

### Activitats econòmiques
Dels 2 establiments que hi havia el 2007, 1 era d'una empresa de comerç i reparació d'automòbils i 1 d'una empresa de serveis.
L'any 2000 a Rocé hi havia 11 explotacions agrícoles que ocupaven un total de 1.112 hectàrees.

## Poblacions properes
El següent diagrama mostra les poblacions més properes.